# Eleccions legislatives noruegues de 1949
Les eleccions legislatives noruegues de 1949 se celebraren el 10 d'octubre de 1949 per a renovar els 150 membres del Storting, el parlament de Noruega. Els més votats foren els laboristes noruecs i el seu cap Einar Gerhardsen detingué el càrrec de primer ministre de Noruega.

## Resultats
|         |                                               |      |      |          |        |
| Partits | Partits                                       | Vots | Vots | Escons   | Escons |
| Partits | Partits                                       | %    | ± %  | #        | ±      |
|         | Partit Laborista (Det norske Arbeiderparti)   | 45,6 | +4,5 | 85 / 150 | 9      |
|         | Partit Conservador (Høyre)                    | 16,0 | -1,1 | 23 / 150 | 1      |
|         | Partit Liberal (Venstre)                      | 12,5 | -1,3 | 21 / 150 | 1      |
|         | Partit Democristià (Kristelig Folkeparti)     | 8,4  | +0,5 | 9 / 150  | 1      |
|         | Partit dels Agricultors (Bondepartiet)        | 4,9  | -3,2 | 12 / 150 | 2      |
|         | Partit Comunista (Norges Kommunistiske Parti) | 5,9  | -6   | 0 / 150  | 11     |
|         | Partit per la Societat (Samfundspartiet)      | 0,7  | +0,7 | 0        | 0      |
|         | Total                                         | 100% | 100% | 150      | 150    |